# ألفونسو مارتينيز دومينغيز
ألفونسو مارتينيز دومينغيز هو وزير وسياسي مكسيكي، ولد في 7 يناير 1922 في مونتيري في ولاية نويفو ليون، وتوفي بنفس المكان في 6 نوفمبر 2002. نشط حزبياً في الحزب الثوري المؤسساتي. وقد انتخب President of the Institutional Revolutionary Party ‏ وانتخب عضو مجلس الشيوخ المكسيكي ‏ وانتخب عضو مجلس النواب المكسيك ‏.